# Ekvivalens (logik)
Materiell ekvivalens och logisk ekvivalens är grundläggande ekvivalensrelationer i den klassiska logiken.
Satserna S1 och S2 sägs vara materiellt ekvivalenta om satserna har samma sanningsvärde, det vill säga att antingen båda är sanna eller båda är falska. Förhållandet symboliseras med S1 ↔ S2 och kan exemplifieras med satsen p→q ↔ ~q→~p, vilken är en tautologi.
Satserna S1 och S2 sägs vara logiskt ekvivalenta om "S1 ↔ S2" är en logisk sanning, som exempelvis satsen S3: "x = y ↔ y = x". 
Eftersom alla tautologier är logiska sanningar så är två satser, som är materiellt ekvivalenta även logiskt ekvivalenta. 
Alla logiska sanningar är dock inte tautologier. Exempelvis är satsen "x = x" och satsen S3 ovan logiska sanningar men inte tautologier.

## Tabell över logiska ekvivalenser
| Ekvivalenser | Benämning           |
| --- | ------------------- |
| {\displaystyle p\wedge {\textbf {S}}\equiv p} {\displaystyle p\vee {\textbf {F}}\equiv p}                                             | Identitetslagar     |
| {\displaystyle p\vee {\textbf {S}}\equiv {\textbf {S}}} {\displaystyle p\wedge {\textbf {F}}\equiv {\textbf {F}}}                     | Dominanslagar       |
| {\displaystyle p\vee p\equiv p} {\displaystyle p\wedge p\equiv p}                                                                     | Idempotenta lagar   |
| {\displaystyle \neg (\neg p)\equiv p}                                                                                                 | Dubbel negationslag |
| {\displaystyle p\vee q\equiv q\vee p} {\displaystyle p\wedge q\equiv q\wedge p}                                                       | Kommunativa lagar   |
| {\displaystyle (p\vee q)\vee r\equiv p\vee (q\vee r)} {\displaystyle (p\wedge q)\wedge r\equiv p\wedge (q\wedge r)}                   | Associativa lagar   |
| {\displaystyle p\vee (q\wedge r)\equiv (p\vee q)\wedge (p\vee r)} {\displaystyle p\wedge (q\vee r)\equiv (p\wedge q)\vee (p\wedge r)} | Distributiva lagar  |
| {\displaystyle \neg (p\wedge q)\equiv \neg p\vee \neg q} {\displaystyle \neg (p\vee q)\equiv \neg p\wedge \neg q}                     | De Morgans lagar    |
| {\displaystyle p\vee (p\wedge q)\equiv p} {\displaystyle p\wedge (p\vee q)\equiv p}                                                   | Absorbativa lagar   |
| {\displaystyle p\vee \neg p\equiv {\textbf {S}}} {\displaystyle p\wedge \neg p\equiv {\textbf {F}}}                                   | Negationslagar      |
där S = sann och F = falsk.

## Exempel
Satserna nedan är kontrapositionerade, det vill säga av typen p → q respektive ~q → ~p och är enligt ovan materiellt ekvivalenta och således logiskt ekvivalenta. 
1. Om min klocka går rätt så är tåget försenat.
2. Om tåget inte är försenat så går min klocka inte rätt.

Ekvivalensen mellan kontrapositionerade satser är en tautologi, oberoende av satsernas betydelse eller kausala samband.

## Materiell ekvivalens

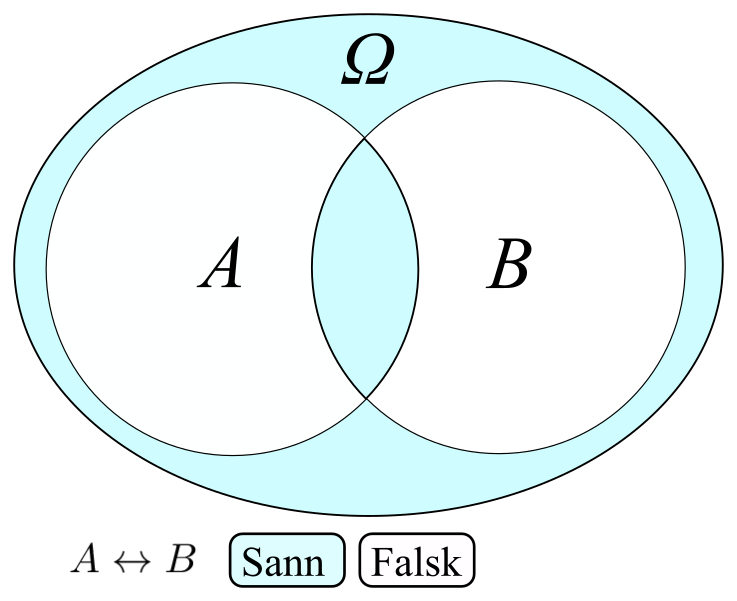
Materiell ekvivalens. A respektive B är antingen båda sanna eller båda falska

Materiell ekvivalens är den klassiska logikens representation av den språkliga betydelsen "p om och endast om q", som skrivs p ↔ q och har sanningstabellen
| p | q | p ↔ q |
| S | S | S     |
| S | F | F     |
| F | S | F     |
| F | F | S     |

där S står för sant och F för falskt.
Ekvivalensen är således sann endast om p och q båda är sanna eller båda falska.
En ekvivalens kan sägas utgöra en "dubbel implikation", det vill säga att p ↔ q har samma betydelse som satserna p → q och q → p tillsammans: 
| p | q | p → q | q → p | (p → q) ∧ (q → p) |
| S | S | S     | S     | S                 |
| S | F | F     | S     | F                 |
| F | S | S     | F     | F                 |
| F | F | S     | S     | S                 |

Inom matematiken används vanligen en dubbelskriven pil {\displaystyle \Leftrightarrow }, för att beteckna ekvivalens. Exempel: x2 = 1  ⇔ x = 1 eller x = -1.

## Tekniska lösningar
I elektriska kretsar, pneumatik, hydraulik, mekanik etc kan funktioner som motsvarar ekvivalens realiseras. 

### Trappomkastare

En trappomkastare realiserar funktionen materiell ekvivalens.